# 洛北阪急スクエア
洛北阪急スクエア（らくほくはんきゅうスクエア）は、京都府京都市左京区に立地しているショッピングセンターである。旧称は「カナート洛北」。

## 概要
1999年に閉鎖されたスケートリンク「高野アリーナ」跡地に建設された。イズミヤのショッピングセンターであるカナート洛北として2000年11月30日に開業した。「カナート」としては1990年に開業したの西神戸店（兵庫県神戸市西区）に次いで2番目であった。開業当時は隣接する「ホリデイ・イン京都」（後に「ホテルアバンシェル京都」、2013年閉館）とともに複合商業施設「リバーズ京都」を構成した。
近隣地の高野東開町には1974年6月開業の「イズミヤ高野店」があり、カナート洛北開業から洛北阪急スクエアへの改装後も営業を継続している。イズミヤ高野店には昔から駐車場がなかったこともあり、カナート洛北時代からイズミヤ高野店の別館兼駐車場棟としても機能している。

### 洛北阪急スクエアへの改称
2013年1月23日をもってホテルアバンシェル京都閉館によりリバーズ京都の営業が終わり、カナート洛北が単独でショッピングセンターとして営業を継続。ホテルアバンシェル京都跡地には一時パチンコ店の進出が計画されたが近隣住民の反対運動により頓挫し、その後は2018年8月から旧・ホテルアバンシェル京都の部分を増築棟として商業施設としての増改築工事が進められ、2019年12月6日にエイチ・ツー・オー リテイリング子会社である阪急商業開発（イズミヤとは兄弟会社）の洛北阪急スクエアとして新装開業した。イズミヤは食品売場である「カナート洛北店」を改称し、食品スーパーテナント「デイリーカナートイズミヤ洛北阪急スクエア店」として営業を継続している。
都心の繁華街の人出が回復した2022年に入っても前年比プラスが続き、デイリーカナートイズミヤや食品物販系テナントが活況を呈しており、京都市北部の地域一番店といえる。百貨店を母体とする企業ならではの取り組みとしてイベントスペースを活用し、地域密着型のイベントを開催していることも要因と考えられる。

## 沿革
- 2000年11月30日 - 複合商業施設「リバーズ京都」を構成するイズミヤの「カナート洛北」として開業。
- 2013年1月23日 - リバーズ京都を構成していたホテルアバンシェル京都が閉館。カナート洛北単独で営業を継続。
- 2018年8月 - 旧・ホテルアバンシェル京都の敷地を増築棟として、増改築工事が行われる。
- 2019年12月6日 - 阪急商業開発（エイチ・ツー・オー リテイリング子会社）の「洛北阪急スクエア」として新装開業。

## アクセス
「高野橋東詰」バス停下車
- 京都バス10・16・17・21・23・32・34・35・41・43・56系統
- 京都市営バス65・204・206・北8系統